# Surabi Iakobischwili
Surabi Iakobischwili (georgisch ზურაბ იაკობიშვილი; * 4. Februar 1992 in Kvareli, Provinz Kachetien, Georgien) ist ein georgischer Ringer. Er wurde 2017 Weltmeister im freien Stil in der Gewichtsklasse bis 65 kg Körpergewicht.

## Werdegang
Surabi Iakobischwili, ein 1,73 Meter großer und ca. 70 kg schwerer Athlet, ringt seit dem Jahre 2000. Er gehört dem georgischen Nationalteam an und wurde bzw. wird von Giwi Metreweli und Dawit Otiaschwili trainiert. Er ist Student, lebt z. Zt. vom Ringen. Er ringt auch in der Deutschen Ringerliga, in der Saison 2017/18 für den SV Germania Weingarten und in der Saison 2018/19 für den ASV Nendingen.
Auf der internationalen Ringermatte ist er seit seinem 16. Lebensjahr dabei. Gleich bei seinem ersten Start im Juni 2008 bei der Junioren-Europameisterschaft (Cadets) in Daugavpils belegte er in der Gewichtsklasse bis 46 kg hinter dem späteren Olympiasieger und danach als Dopingsünder aufgefallenen Toğrul Əsgərov aus Aserbaidschan den 2. Platz. Bei der Junioren-Europameisterschaft 2009 in Zrenjanin kam Surabi Iakobischwili in der Gewichtsklasse bis 54 kg auf den 5. Platz.
Beim Junioren-Welt-Cup 2011 in Plauen kam er in der Gewichtsklasse bis 60 kg hinter Toğrul Əsgərov und Behnam Ehsanpour aus dem Iran auf den 3. Platz. Ab 2012 wurde Surabi Iakobischwili vom georgischen Ringer-Verband bei mehreren internationalen Turnieren mit guten Resultaten schon bei den Senioren eingesetzt. Im April 2012 nahm er am olympiaqualifikationsturnier in Sofia in der Gewichtsklasse bis 66 kg teil und belegte dort nach Siegen über Andrei Stadnik aus der Ukraine und Andreas Trantafylidis aus Griechenland und einer Niederlage gegen Martin Daum aus Deutschland den 7. Platz.
Sein nächster Start bei einer internationalen Meisterschaft erfolgte dann erst im März 2015. Bei der U 23-Europameisterschaft in Wałbrzych kam er in der Gewichtsklasse bis 65 kg nach drei gewonnen kämpfen in das Finale, in dem er gegen Frank Chamizo Marquez aus Italien allerdings verlor und damit die Silbermedaille gewann.
Bei der Europameisterschaft 2016 in Riga besiegte Surabi Iakobischwili George Bucur aus Rumänien, unterlag gegen Mustafa Kaya aus der Türkei, siegte in der Trostrunde noch über David Habat aus der Slowakei, unterlag aber im Kampf um eine der Bronzemedaillen gegen Israil Kasjumow aus Russland. Er wurde damit Fünfter. Anschließend verpasste er beim Olympiaqualifikationsturnier in Zrenjanin in der Gewichtsklasse bis 65 kg mit einem 3. Platz hinter Magomedrasul Gadschiew aus Polen und Andrei Kwiatkowski aus der Ukraine einen Startplatz für die Olympischen Spiele dieses Jahres in Rio den Janeiro nur um einen Platz. Diesen Startplatz holte er sich dann allerdings beim letzten Qualifikations-Turnier im April 2016 in Ulan Baatar. Er belegte hier hinter dem für Bahrain startenden Russen Adam Batirow den 2. Platz, der zum Start in Rio berechtigte. Beim olympischen Ringerturnier in Rio de Janeiro hatte er in der Gewichtsklasse bis 65 kg allerdings kein Losglück, denn er traf auf einen gewonnenen Kampf in der 2. Runde schon auf den amtierenden Weltmeister von 2015 Frank Chamizo Marquez, gegen den er unterlag. Da Frank Chamizo Marquez überraschenderweise das Finale nicht erreichte, musste er ausscheiden und kam nur auf den 10. Platz.
Im März 2017 gewann Surabi Iakobischwili bei der Europameisterschaft in Novi Sad in der Gewichtsklasse bis 65 kg eine Bronzemedaille. Auf dem Weg zu diesem Erfolg besiegte er u. a. Alexander Semisorow aus Deutschland und Mustafa Kaya, ehe er im Halbfinale gegen Iljas Bekbulatow aus Russland unterlag. Im Kampf um eine der Bronzemedaillen besiegte er dann Gitinomagomed Gadschiew aus Aserbaidschan. Zu einem noch größeren Erfolg kam er im August 2017 bei der Weltmeisterschaft in Paris. Er besiegte dort in der Gewichtsklasse bis 65 kg Bajrang Bajran, Indien, Mustafa Kaya, Alan Gogajew, Russland und Magomedrasul Gadschiew, Polen und wurde damit Weltmeister.
2018 konnte er zwar diesen Erfolg nicht wiederholen. Er gewann aber sowohl bei der Europameisterschaft in Kaspiisk, als auch bei der Weltmeisterschaft in Budapest in der nächsthöheren Gewichtsklasse bis 70 kg Körpergewicht jeweils eine Bronzemedaille. In Kaspiisk unterlag er im Halbfinale gegen Magomed Kurbanalijew aus Russland und gewann die Bronzemedaille durch einen Sieg über Andrei Kwiatkowski und in Budapest unterlag er im Halbfinale gegen Magomedrasul Muhtarowitsch Gasimagomedow aus Russland und gewann die Medaille durch einen Sieg über Bjambdorig Bat Erdene aus der Mongolei.

## Internationale Erfolge
| Jahr | Platz | Wettbewerb                                               | Gewichtsklasse | Ergebnisse |
| 2008 | 2.    | Junioren-EM (Cadets) in Daugavpils                       | bis 46 kg      | hinter Toğrul Əsgərov, Aserbaidschan |
| 2009 | 5.    | Junioren-EM (Cadets) in Zrenjanin                        | bis 54 kg      | Sieger: Toğrul Əsgərov vor Chabib Batirow, Russland |
| 2011 | 3.    | Junioren-Welt-Cup in Plauen                              | bis 60 kg      | hinter Toğrul Əsgərov und Behnam Ehsanpour, Iran |
| 2012 | 20.   | Intern. Turnier in Kiew                                  | bis 66 kg      | Sieger: Andrei Stadnik, Ukraine vor Batzorig Bujanjav, Mongolei |
| 2012 | 7.    | Olympiaqualifikationsturnier in Sofia                    | bis 66 kg      | nach Siegen über Andrei Stadnik und Andreas Trantyfilidis, Griechenland und einer Niederlage gegen Martin Daum, Deutschland                                                                                      |
| 2013 | 14.   | Intern. Turnier in Kiew                                  | bis 66 kg      | Sieger: Ahmed Tschakajew, Russland vor Devid Safarjan, Armenien |
| 2014 | 3.    | Intern. Turnier in Olympia (Griechenland)                | bis 65 kg      | hinter Ahmed Tschakajew und Franklin Gomez Matos, Puerto Rico |
| 2015 | 7.    | Takhti-Cup in Kermanshah                                 | bis 65 kg      | Sieger: Saeid Ahmadi vor Aliashgar Jebeli, beide Iran |
| 2015 | 41.   | Alexander-Medwed-Preis in Minsk                          | bis 70 kg      | Sieger: Magomedrasul Gazimagomedow, Russland vor Zhan Safjan, Weißrussland |
| 2015 | 2.    | U 23-Europameisterschaft in Wałbrzych                    | bis 65 kg      | nach Siegen über Maximilian Ausserleitner, Österreich, Marek Sirunjan, Armenien und Jewgeni Schjerbajew, Russland und einer Niederlage gegen Frank Chamizo Marquez, Italien                                      |
| 2015 | 9.    | Ali-Alijew-Memorial in Kaspiisk                          | bis 65 kg      | Sieger: Joshgun Asimow, Aserbaidschan vor Alibeggadschi Jemetow, Russland |
| 2016 | 1.    | Alexander-Medwed-Preis in Minsk                          | bis 70 kg      | vor Amir Berukow, Russland, Aaron Pico, USA und Chabib Magomedow, Russland |
| 2016 | 5.    | EM in Riga                                               | bis 65 kg      | nach einem Sieg über George Bucur, Rumänien, einer Niederlage gegen Mustafa Kaya, Türkei, einem Sieg über David Habat, Slowakei und einer Niederlage gegen Israil Kasjumow, Russland                             |
| 2016 | 3.    | Olympiaqualifikationsturnier in Zrenjanin                | bis 65 kg      | hinter Magomedrasul Gadschiew, Polen und Andrei Kwiatkowski |
| 2016 | 2.    | Olympiaqualifikationsturnier in Ulan-Baatar              | bis 65 kg      | hinter Adam Batirow, Bahrain |
| 2016 | 10.   | OS in Rio de Janeiro                                     | bis 65 kg      | nach einem Sieg über Daniel Amas, Nigeria und einer Niederlage gegen Frank Chamizo Marquez |
| 2017 | 14.   | Dan Kolow & Nikola Petrow-Memorial in Russe              | bis 70 kg      | Sieger: Magomedrasul Gazimagomedow vor Nikolai Kurtew, Bulgarien |
| 2017 | 3.    | EM in Novi Sad                                           | bis 65 kg      | nach Siegen über Perica Dimitrijevic, Serbien, Alexander Semisorow, Deutschland und Mustafa Kaya, einer Niederlage gegen Iljas Bekbulatow, Russland und einem Sieg über Gitinomagomedow Gadschiew, Aserbaidschan |
| 2017 | 1.    | Wacław-Ziółkowski-Memorial in Warschau                   | bis 70 kg      | vor Magomedchabib Kadimagomedow, Russland, Nikolai Kurtew und Mihhail Sava, Moldawien |
| 2017 | 1.    | WM in Paris                                              | bis 65 kg      | nach Siegen über Bajrang Bajrang, Indien, Mustafa Kaya, Alan Gogajew, Russland und Magomedrasul Gadschiew, Polen                                                                                                 |
| 2017 | 3.    | Intern. D.A.-Kunajew-Turnier in Taras                    | bis 70 kg      | hinter Israil Kasjumow und Roland Ondar, bde. Russland |
| 2018 | 5.    | Intern. Turnier in Kiew                                  | bis 70 kg      | hinter Andrei Kwiatkowski, Muntazali Rachmatulla Muslimow, Aserbaidschan, George Bucur und Asamat Nurikau, Weißrussland                                                                                          |
| 2018 | 3.    | EM in Kaspiisk                                           | bis 70 kg      | nach einem Sieg über Taimuras Salkasanow, Slowakei, einer Niederlage gegen Magomed Kurbanalijew, Russland und einem Sieg über Andrei Kwiatkowski                                                                 |
| 2018 | 1.    | Giwi Kartosija & Wachtang Balawadse-Grand Prix in Tiflis | bis 70 kg      | vor Soslan Ramonow, Russland, Mustafa Kaya und Taimuras Salkasanow |
| 2018 | 1.    | Wacław-Ziółkowski-Memorial in Warschau                   | bis 70 kg      | vor Amandik Bakejew, Kasachstan, Brandon Sorensen, USA und Dauren Schumagasiew, Kasachstan |
| 2018 | 3.    | WM in Budapest                                           | bis 70 kg      | nach Siegen über Taimuras Salkasanow und Ichtijor Nawrusow, Usbekistan, einer Niederlage gegen Magomedrasul Muhtarowitsch Gasimagomedow, Russland und einem Sieg über Bjambadorj Bat Erdene, Mongolei            |
| 2019 | 1.    | Henri-Deglane-Challenge in Nizza                         | bis 70 kg      | vor George Koliew, Weißrussland, Brandon Sorensen und Nicolae Cojocaru, Großbritannien |

Erläuterungen
- alle Wettkämpfe im freien Stil
- OS = Olympische Spiele, WM = Weltmeisterschaften, EM = Europameisterschaften